# Sarcophaga gressitti
Sarcophaga gressitti är en tvåvingeart som beskrevs av Tadao Kano och Guilherme A.M.Lopes 1981. Sarcophaga gressitti ingår i släktet Sarcophaga och familjen köttflugor. Inga underarter finns listade i Catalogue of Life.